# هاینز اشتاینمن
هاینز اشتاینمن (انگلیسی: Heinz Steinmann؛ ۱ فوریهٔ ۱۹۳۸ – ۱۸ مارس ۲۰۲۳) بازیکن فوتبال اهل آلمان بود.
از باشگاه‌هایی که وی در آنها بازی کرده، می‌توان به باشگاه فوتبال زاربروکن، باشگاه ورزشی وردر برمن و باشگاه فوتبال شوارتز-وایس اسن اشاره کرد.
وی همچنین در تیم ملی فوتبال آلمان بازی کرده‌است.